# Buhai de baltă cu burtă roșie
Buhaiul de baltă cu burtă roșie (Bombina bombina), numit și izvoraș cu burtă roșie  este o broască acvatică de șes fără coadă (anură) din familia bombinatoride (Bombinatoridae) răspândită din sud-estul și centrul Europei până la Munții Urali. În România se  întâlnește pretutindeni în regiunile de câmpie; în Transilvania apare insular în regiunile de șes ale podișului, limita superioară de altitudine fiind 400 m. Trăiește tot timpul, cu excepția perioadei de iernare, în apă, fiind găsită în lacuri, bălți, băltoace din regiunea de șes sau chiar pe podișuri, adesea iese pe uscat pe malul apelor. Iernează pe uscat, în gropi, galerii de rozătoare, pe sub pietre, din septembrie - începutul lui octombrie până în mijlocul lui martie.
Are lungimea de 5 cm. Corpul este îndesat, bufoniform. Pupila ochiului rotundă sau în formă de inimă (cordiformă), limba discoidală și concrescută cu planșeul bucal.  Capul este turtit, botul rotunjit. Ochii relativ mici, foarte proeminenți, situați dorso-lateral. Timpanul lipsește. Degetele picioarelor anterioare sunt scurte, rotunjite. Picioarele posterioare mari cu degete scurte, rotunde, turtite și cu membrane interdigitale înotătoare ce ajung până în vârful degetelor. Spatele foarte verucos, acoperită cu numeroși negi, rotunzi sau ovali, proeminenți, de cele mai multe ori cu un punct negru central. Acești negi se pot grupa în formații liniare, de obicei formând 2 umflături scurte între umeri, care converg posterior și câte o umflătură cu aspect parotoid după ochi. Abdomenul mai neted, cu granule prevăzute cu un punct negru central. 
Coloritul spatelui este cenușiu, cenușiu-bej, negru-cenușiu sau brun-cenușiu (mai rar cu porțiuni colorate în verde-deschis), cu pete negre sau măslinii. Membrele anterioare și cele posterioare ca și degetele, vărgate închis transversal, vârfurile degetelor negre. Abdomenul negru-albăstrui cu galben-portocaliu până la roșu, cu pete mari, neregulate, portocalii sau roșii și cu puncte albe. De obicei predomină pigmentul închis. Exemplarele românești se caracterizează prin raritatea indivizilor pătați ventral cu roșu, predominând culoarea galbenă-portocalie.
Masculii se deosebesc de femele prin corpul puțin mai scurt, capul mai lat, membre anterioare mai puternice și prin prezența a 2 saci vocali interni, care se văd de ambele laturi ale capului în perioada de reproducere, când acești saci sunt umflați, ei devin globulari și mai mari decât capul. În perioada de reproducere, la masculi apar pe partea internă a antebrațului și a degetelor 1 și 2 ale piciorului anterior calozități nupțiale negre. Masculul emite sunete "hunk, hunk" sau "uu, uu" destul de puternice tot timpul verii, mai ales după apusul soarelui; adesea masculii își răspund unul altuia, formând un fel de cor.
Buhaiul de baltă cu burta roșie este un animal diurn și crepuscular. Hrana constă din animale acvatice, dar și din tot felul de insecte de uscat (coleoptere, himenoptere, ortoptere etc.). Are puțini dușmani, datorită glandelor veninoase din negii pielii care secretă un lichid alb, vâscos, cu miros acid, iritant. Cu toate acestea șerpii de apă îl mănâncă. În caz de pericol se ascund în mâlul de pe fundul apei. Dacă este surprins pe uscat, ia o poziție de apărare aposematică cu abdomenul viu colorat răsturnat în sus, corpul rigid, îndoit convex, picioarele anterioare acoperindu-i ochii; sensul acestui reflex (numit unkenreflex) este să simuleze moartea, fiind totodată și un semnal pentru eventualul predator că este o specie necomestibilă, veninoasă.
Perioada de reproducere începe în aprilie. Împerecherea se face prin amplex lombar, masculul îmbrățișând femela în regiunea șoldurilor. Ponta este depusă, de obicei, la finele lui aprilie și în mai și chiar de 2-3 ori pe an; ouăle sunt depuse izolat sau în grămezi mici pe fundul apei sau lipite de plante acvatice sau de ramuri submerse. O pontă cuprinde 80-100 ouă. Larvele se metamorfozează toamna prin septembrie.